# NGC 2207
NGC 2207 е спирална галактика, разположена на около 144 милиона светлинни години от Земята, в съзвездието Голямо куче. Намира се в непосредствена близост до галактиката IC 2163, с която е в процес на сливане. Двете галактики са открити през 1835 година от Джон Хершел. В рамките на NGC 2207 са забелязани три свръхнови (SN 1975A, SN 1999ec и SN 2003H).